# Клифтън Уеб
Клифтън Уеб (на английски: Clifton Webb) е американски филмов и театрален актьор, танцьор и певец, роден през 1889 година, починал през 1966 година. 

## Биография
Уеб е сред популярните изпълнители от класическата ера на Холивуд през 1940-те и 1950-те години. Името му излиза на преден план след изпълнението му във филма „Лаура“ (1944), за което е номиниран за награда „Оскар“ в категорията за най-добра поддържаща роля. Следва продукцията „Острието на бръснача“ (1946) за който получава награда „Златен глобус“ и отново е номиниран за „Оскар“ в същата категория. Третата си номинация за награда на филмовата академия на САЩ получава за изпълнението си във филма „Благоприятно положение“ (1948), този път в категорията за най-добра главна роля. Сред останалите му популярни участия е главната роля в „Човекът, който никога не е бил“ (1956).
Уеб си извоюва висока репутация и в театралните среди, най-вече за изпълненията си в постановки по пиесите на английския драматург Ноел Кауърд. Клифтън Уеб има своя звезда на алеята на славата в Холивуд, поставена през 1960 година на номер 6850, булевард Холивуд.

## Избрана филмография
| година | филм                               | оригинално заглавие            | роля                       | режисьор          |
| ------ | ---------------------------------- | ------------------------------ | -------------------------- | ----------------- |
| 1925   | Нови играчки                       | New Toys                       | Том Лорънс                 | Джон С. Робъртсън |
| 1944   | Лора                               | Laura                          | Валдо Лидекър              | Ото Преминджър    |
| 1946   | Острието на бръснача               | The Razor's Edge               | Елиът Темпелтън            | Едмънд Голдинг    |
| 1948   | Благоприятно положение             | Sitting Pretty                 | Лин Белведере              | Уолтър Ланг       |
| 1953   | Титаник                            | Titanic                        | Ричард Уард Стърджис       | Жан Негулеско     |
| 1954   | Три монети във фонтана             | Three Coins in the Fountain    | Джон Фредерик Шадуел       | Жан Негулеско     |
| 1956   | Човекът, който никога не беше      | The Man Who Never Was          | лейтенант-командър Монтегю | Роналд Ним        |
| 1957   | Момчето върху делфина              | Boy on a Dolphin               | Виктор Пармали             | Жан Негулеско     |
| 1959   | Забележителният господин Пенипакър | The Remarkable Mr. Pennypacker | господин Хорас Пенипакър   | Хенри Левин       |
| 1962   | Сатаната никога не спи             | Satan Never Sleeps             | отец Бовард                | Лео Маккери       |